# لنكولنشاير
لنكولنشاير أو لينكونشير (بالإنجليزية: Lincolnshire)‏، وتنطق «لِنكُنشِر» مقاطعة إنجليزية تقع في شرق إنجلترا. وتجاور مل من مقاطعة نورفولك وكامبريدجشير ورتلاندشير وليسترشير ونوتنغهامشير وجنوب يوركشير ونورثاهامبتونشير. الجزء الشرقي منها يطل على بحر الشمال. ومدينة المقاطعة الرئيسية لينكون.
تتكون المقاطعة من ثلاث أقاليم رئيسية هي مقاطعة لينكونشير وإقليم شمال لينكونشير المدار ذاتيا وإقليم شمال شرق لينكونشير المدار ذاتيا. المقاطعة وهي ثاني أكبر مقاطعات من الإنجليزية من حيث المساحة ويغلب الطابع الزراعي.

## المناطق
انقسمت المقاطعة إلى ثلاثة «أجزاء» (Parts) تقليديا
- لندزي في الشمال
- كستفن في جنوب الغرب
- هولندا في جنوب الشرق

وتنقسم اليوم مقاطعة لينكونشير إلى تسعة مناطق هي كالتالي:
- لينكون Lincoln
- شمال كيستيفين North Kesteven
- جنوب كيستيفين South Kesteven
- جنوب هولندا South Holland
- بوسطن Boston
- وسط ليندزي East Lindsey
- غرب ليندزي West Lindsey
- شمال لينكونشير North Lincolnshire
- شمال شرق لينكونشير North East Lincolnshire

## أعلام
- جون هيوي
- روبرت بيك الكبير
- جون مولهولاند
- روبرت جروسيتيست
- إدوارد كينغ
- ويليام بيرد
- إليانور ديفيد
- فرانك ويتل
- تشارلز فريدريك وورث
- كريس وودز